# Dżamal Hajmudi
Dżamal Hajmudi, Djamel Haimoudi (arab. جمال حيمودي, Jamāl Ḥaymūdī; ur. 10 grudnia 1970 roku w Oranie) – algierski sędzia piłkarski.

## Turnieje międzynarodowe
- Puchar Narodów Afryki (2008)
- Mistrzostwa świata w piłce nożnej (2014)